# PLUS Markets Group
Die PLUS Markets Group war eine britische elektronische Wertpapierbörse mit Sitz in London für Small-Cap-Unternehmen. Es handelte sich um einen Marktbetreiber gemäß der MiFID-Richtlinie über Märkte für Finanzinstrumente und war sowohl ein regulierter Markt als auch ein multilaterales Handelssystem. Die PLUS Market Group war die Holdinggesellschaft für PLUS Stock Exchange (PLUS-SX), PLUS Derivatives (PLUS-DX) und Plus Technology (PLUS-TX). Sie bot Bargeldhandel, Notierung, Derivate und Technologiedienstleistungen an. Nachdem der Konzern 2012 in finanzielle Schwierigkeiten geriet, suchte er nach Möglichkeiten, das Unternehmen zu verkaufen. Die Börse, die alle börsennotierten Unternehmen und die Börsenlizenz umfasst, wurde an ICAP verkauft und die Technologiesparte wurde an GMEX Group (ehemals Forum Trading Solutions) verkauft.

## Geschichte
PLUS Markets entstand aus der Börse eines Wachstumsunternehmens namens OFEX, die im September 2004 nach einer gescheiterten Mittelbeschaffung faktisch zusammenbrach. PLUS wurde 2005 als Konkurrent zum Alternative Investment Market der London Stock Exchange mit einer neuen elektronischen Handelsbörsensoftware eingeführt. Der so genannte PLUS-Service wurde am 30. November 2005 eingeführt und ermöglichte es Brokern, alle Aktien auf der offiziellen Liste der LSE zu handeln. Der Name OFEX wurde Ende 2006 eingestellt, nachdem regulatorische Änderungen vorgenommen wurden. Die Gruppe erhielt im Juli 2007 die nach dem Goldstandard anerkannte Investment Exchange (RIE)-Lizenz, konnte sich jedoch kaum gegen die dominierende LSE durchsetzen. Insbesondere war das Unternehmen nicht in der Lage, an der AIM notierte Aktien zu handeln, und leitete schließlich rechtliche Schritte gegen die LSE ein. Die LSE beruhigte sich, aber der Ausbruch der Kreditkrise im Jahr 2008 verhinderte einen erfolgreichen Handel. Der Gruppe fiel es auch schwer, ihrer ursprünglichen Konsequenz aus Kleinunternehmenslisten treu zu bleiben. Obwohl es einige bekannte Namen, darunter den Arsenal Football Club, beherbergte, gelang es ihm nicht, die Gewinnschwelle zu erreichen, und die Gruppe geriet 2012 schließlich in finanzielle Schwierigkeiten.
Im Jahr 2008 verzeichnete PLUS einen Vorsteuerverlust von 8,26 Mio. £ für 2009, nach einem Vorsteuerverlust von 10,20 Mio. £ für 2008. Außerdem gab das Unternehmen die Ergebnisse einer strategischen Überprüfung bekannt, in der Pläne zur Abkehr von seinem Kerneinzelhandelsmarkt und zur Entwicklung einer neuen Plattform mit Blick auf den Handel mit exotischeren Wertpapieren wie Derivaten dargelegt wurden. Im Mai 2012 kündigte das Unternehmen zunächst an, seinen Betrieb einzustellen und zu schließen, nachdem kein Käufer gefunden werden konnte. Eine Woche später, am 18. Mai 2012, gab es jedoch bekannt, dass ICAP, der Interdealer-Broker, PLUS Stock Exchange (PLUS-SX) und seine Derivatgeschäfte kaufen würde. Später verkaufte der Konzern die Technologiesparte PLUS-TS an die GMEX Group (ehemals Forum Trading Solutions). Nach der Umbenennung in NEX Group im Jahr 2016 wurde ICAP 2018 von der CME Group aufgekauft.